# جوليا ساور
جوليا ساور (بالإنجليزية: Julia Sauer)‏ (8 أبريل 1891، روتشستر في الولايات المتحدة - 26 يونيو 1983، روتشستر في الولايات المتحدة)؛ كاتِبة مُتخصِّصة في أدب الأطفال، أمينة مكتبة وروائية أمريكية.